# Grønnestrand
Grønnestrand eller Grønne Strand er en lav, sandet kyststrækning ved Jammerbugt cirka 6 km. nord for Fjerritslev. Det er en del af Natura 2000-område nr. 13 Svinkløv Klitplantage og Grønne Strand.
Stranden er i dag en bred, hvid sandstrand med få sten. Baglandet præges af større klitter. Længere inde i landet findes en lavning med våde enge og langstrakte søer. Øst herfor ligger Grønnestrand Vindmølle, der er landets eneste tilbageværende lyngklædte vindmølle. Mod øst ligger også den høje Svinkløv Klitplantage og Svinkløv Badehotel.
I stenalderen fremstod det område, der i dag er fladt som et åbent sund, der forbandt Jammerbugten og Limfjorden. I stenalderen var Svinkløv Knude en ø. Dens undergrund består af skrivekridt. Der er de senere år iværksat naturpleje i form af græssende heste på knuden, så de hvide kalkskrænter i dag ses yderligere.
I 1960'erne foregik der en intensiv ralgravning på Grønnestrand. Siden 1972 har området været delvist fredet på grund af de geologiske værdier og den landskabelige skønhed. Svinkløv Knude er også omfattet af fredningen.